# Moriori
Los moriori son un pueblo nativo de las islas Chatham (Rekohu en idioma moriori), un archipiélago al este de Nueva Zelanda en medio del océano Pacífico. Vivían bajo normas de no violencia y resistencia pasiva (Nunuku-whenua), lo que no impidió su cuasiextinción a manos de los invasores maoríes taranaki en la década de 1830.
Si bien en un principio se pensaba que los moriori eran anteriores a los maoríes, a finales del siglo XX en la comunidad arqueóloga se impuso la tesis de que eran maoríes que se asentaron en las Islas Chatham en el siglo XVI. También hay teorías que afirman que es un pueblo de origen polinesio pero no de Nueva Zelanda.

## Origen
El moriori es considerado culturalmente un pueblo polinesio. Desarrollaron una cultura propia en las islas Chatham adaptada a las condiciones locales. Las últimas investigaciones indican que los ancestros de los moriori eran maorís polinesios que emigraron desde Nueva Zelanda antes del año 1500. Esta teoría se apoya en características que el lenguaje moriori tiene en común con el dialecto de la tribu maorí Ngāi Tahu de la isla Sur de Nueva Zelanda y en comparaciones entre genealogías moriori (hokopapa) y maorí (whakapapa). Los vientos predominantes en el Pacífico Sur podrían explicar que las islas Chatham fueran de los últimos territorios en ser descubiertos y colonizados por los polinesios.

## Adaptación a las condiciones locales

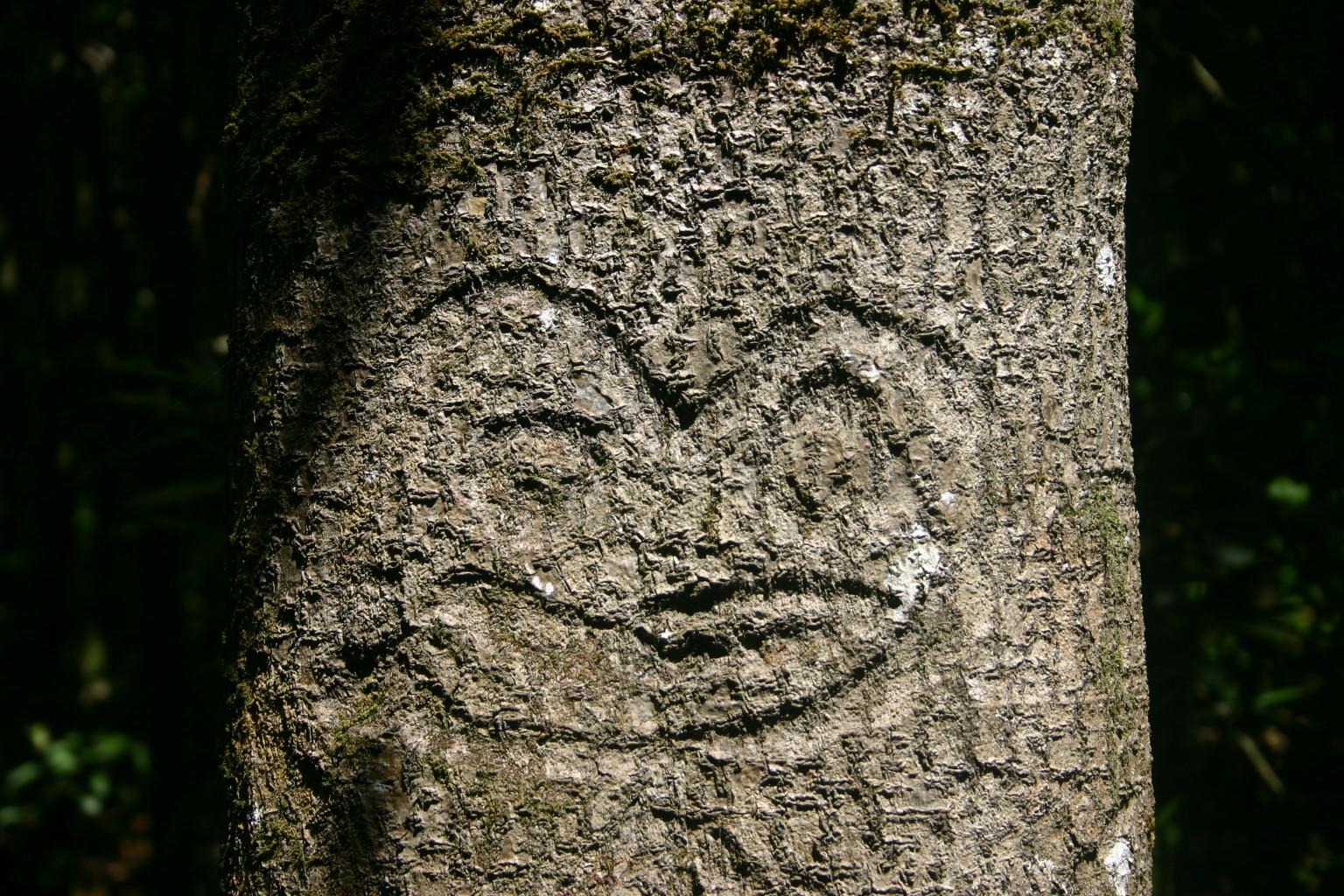
Dendroglifo moriori en las Islas Chatham

Las Chatham eran más frías e inhóspitas que los territorios de origen de sus colonizadores, y con recursos distintos aunque abundantes. Los cultivos que dominaban no se daban en estas islas, por lo que terminaron convirtiéndose en cazadores-recolectores por necesidad. Las islas llegaron a tener 2000 habitantes. La ausencia de bowenita (un tipo de jade verde), que les servía para sus expresiones culturales, los llevó a tallar dendroglifos en los árboles. Algunos de estos grabados todavía pueden observarse en la importante reserva J M Barker (Hapupu) National Historic Reserve, situada al noreste de la isla principal.
Por ser una población escasa y precaria, los moriori adoptaron una cultura pacifista que evitó la guerra, solucionaban las controversias utilizando la lucha ritual y la conciliación. La prohibición de la guerra y el canibalismo se atribuye a su antepasado Nunuku-whenua. Esto permitió evitar el derroche de recursos naturales que, por ejemplo, se produjo en la isla de Pascua, pero, al ser un imperativo moral más que una respuesta pragmática a cada situación, condujo a la posterior destrucción casi total a manos de invasores maorís de la Isla Norte.

## Primeros contactos con Europa e invasión de los taranaki
Los ingleses llegaron a las islas a finales del siglo XVIII y las reclamaron para Gran Bretaña, bautizándolas con el nombre del HMS Chatham, barco en el que arribaron por primera vez. Por su situación pronto se convirtió en centro ballenero y lobero, entrando los invasores en competencia por los recursos naturales con la población nativa y, a la vez, importando enfermedades que produjeron la muerte de entre el 10% y el 20% de la población local.

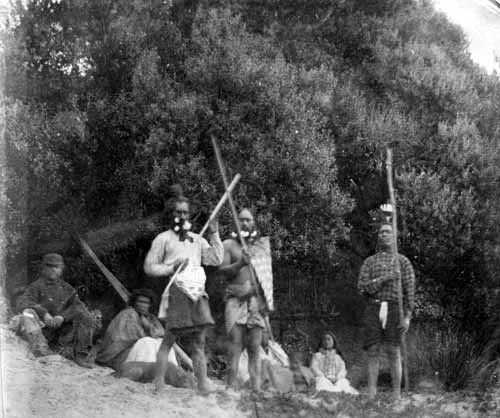
Moriori a fines del siglo

En 1835 algunos Mutunga Ngāti y Ngāti Tama, maoríes de la región de Taranaki de la Isla Norte de Nueva Zelanda, invadieron las Chatham. El 19 de noviembre de 1835, el Rodney, un barco europeo, llegó con quinientos maoríes armados con pistolas, palos y hachas, seguido el 5 de diciembre por otro barco con cuatrocientos más. Procedieron a esclavizar a algunos moriori y matar y devorar a otros.
Durante la invasión se celebró un consejo de ancianos moriori, a pesar de saber de la predilección de los maoríes por el asesinato y el canibalismo, y a pesar de la advertencia por parte de algunos de los jefes mayores que el principio de Nunuku no era apropiado en ese momento, dos jefes —Tapata y Torea— declararon que «la ley de Nunuku no era una estrategia de supervivencia, para cambiar según las circunstancias, sino que era un imperativo moral». En palabras de un conquistador maorí: «Tomamos posesión... de acuerdo con nuestras costumbres y atrapamos a todas las personas. No escapó nadie».
Tras la invasión, los supervivientes tenían prohibido casarse o tener hijos con otros moriori. Todos eran esclavos de los invasores y muchos murieron de desesperación. Muchas mujeres moriori tenían hijos con sus amos y algunas se casaron con maoríes o europeos. En 1862 solo quedaban 101 supervivientes de 2000 nativos originales. El último moriori con sangre no mezclada, Tommy Solomon, murió en 1933. A pesar de todo, hoy en día hay centenares de personas con ascendencia mixta moriori, entre ellos algunos descendientes de misioneros moravos llegados de Alemania en 1843.

## Renacimiento de su cultura
En la actualidad, a pesar de las dificultades y del genocidio que sufrieron los moriori, y gracias a un incesante estoicismo y a la tranquila resignación que imponen sus tradiciones, la cultura moriori está disfrutando de un renacimiento, tanto en las Chatham como en las islas principales de Nueva Zelanda. Esta revitalización quedó simbolizada en enero de 2005 con la renovación del Pacto de la Paz en el nuevo marae Kopinga inaugurado en las islas Chatham. En 2009 recibieron al equipo base de la Marcha Mundial por la Paz y la No-Violencia para darles la bendición de partida antes de que iniciaran el periplo mundial en Wellington. En noviembre de 2011 organizaron el Primer Congreso por la Paz, la Sostenibilidad y el Respeto a lo Sagrado.
Algunos descendientes moriori han hecho reclamaciones en contra del gobierno de Nueva Zelanda a través del Tribunal de Waitangi, una comisión de investigación encargada de formular recomendaciones sobre las reclamaciones presentadas por los maoríes en relación con acciones u omisiones de la Corona en el período transcurrido desde 1840, por incumplimientos de las promesas hechas en el Tratado de Waitangi.
Hoy en día se ha corregido la didáctica tradicional de las escuelas neozelandesas que con tintes racistas mostraba, hasta bien entrado el siglo XX, a los moriori como «perezosos, estúpidos, con nariz chata y la piel muy oscura» para así «justificar» la invasión maorí como «pueblo superior» para, a su vez, justificar la colonización británica.